# Abell 1689

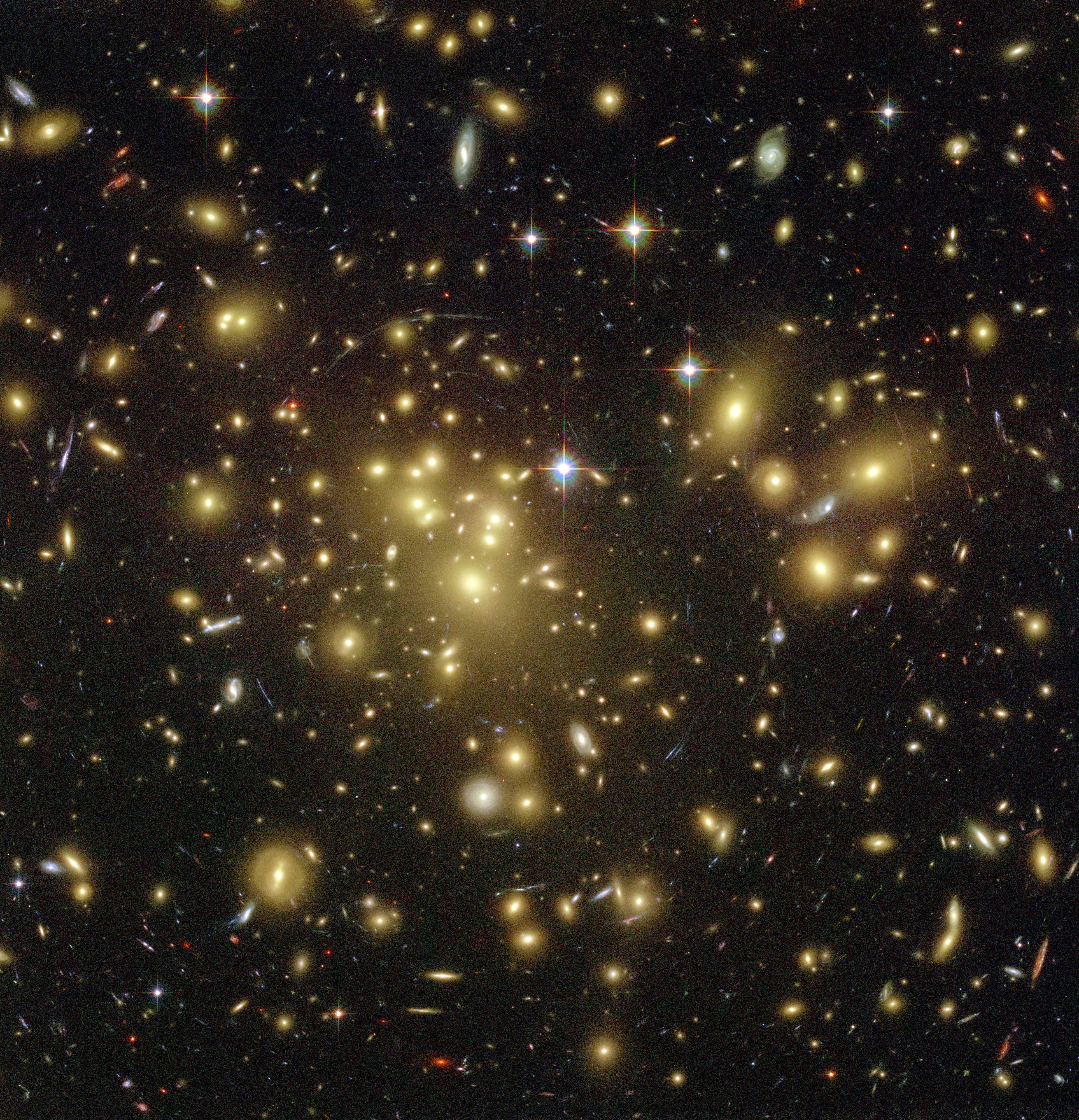
Zdjęcie gromady galaktyk Abell 1689 wykonane przez Kosmiczny Teleskop Hubble’a

Abell 1689 – gromada galaktyk znajdująca się w konstelacji Panny w odległości około 2,2 miliarda lat świetlnych od Ziemi. Jest to jedna z najmasywniejszych znanych gromad galaktyk.
Na zdjęciu galaktyki gromady Abell 1689 wyglądają jak długie półkoliste nitki lub łuki, w których jednak przy bliższym spojrzeniu można rozpoznać zdeformowane obrazy odległych galaktyk. Obraz ten jest wynikiem oddziaływania gromady Abell 1689 jako soczewki grawitacyjnej wzmacniającej obraz odległych galaktyk leżących za gromadą. Analizując moc soczewkowania gromady, astronomowie wyznaczyli rozkład ciemnej materii w gromadzie.